# Галерина окаймлённая
Галери́на окаймлённая (лат. Galerína margináta) — вид ядовитых грибов в семействе Строфариевые порядка Агариковые. До 2001 года грибы G. autumnalis, G. oregonensis, G. unicolor и G. venenata считались отдельными видами по различиям в среде обитания и вязкости шляпки, но филогенетический анализ показал, что они все являются одним и тем же видом.
Плодовое тело имеет коричневую или жёлто-коричневую шляпку, линяющую при сушке. Гимениальная пластинка коричневата и оставляет ржавый споровый порошок. Как правило, на ножках молодых экземпляров видно чётко определённое мембранное кольцо, но это часто исчезает с возрастом. В старых плодовых телах шляпки площе, а пластинки и ножки коричневее. Для грибников этот вид является классическим примером «маленького коричневого гриба» — всеобъемлющей категории, включающей все маленькие, трудно определяемые коричневатые грибы, которые легко принимаются за несколько видов съедобных грибов.
Галерина окаймлённая широко распространена в Северном полушарии, включая Европу, Северную Америку и Азию, а также была найдена в Австралии. Является дереворазрушающим грибом, растущим преимущественно на распадающейся хвойной древесине. Чрезвычайно ядовитая, она содержит те же смертельные аматоксины, что находятся и в бледной поганке (Amanita phalloides). Глотание токсичного количества вызывает тяжёлые повреждения печени со рвотой, поносом, гипотермией и возможной смертью при отсутствии быстрого лечения. До 1995 года грибам, сгруппированным под видом G. marginata, приписывается примерно десять отравлений. 

## Таксономия
То, что сейчас признаётся одним морфологически переменным таксоном, названным «Галерина окаймлённая» (Galerina marginata), раньше разделялось на пять различных видов. В 2001 году норвежский миколог Гро Гульден с коллегами опубликовали исследование, в котором сравнивались последовательности региона внутреннего транскрибируемого спейсера (ITS) рибосомной ДНК в разных североамериканских и европейских экземплярах секции Naucoriopsis. Результаты показали, что нет генетических различий между Г. окаймлённой и Г. осенней (G. autumnalis), Г. орегонской (G. oregonensis), Г. одноцветной (G. unicolor) и Г. ядовитой (G. venenata). Они пришли к выводу, что все пять представляют один и тот же вид, и все бывшие названия теперь считаются синонимами. Самыми старыми из этих названий являются Шампиньон окаймлённый (Agaricus marginatus), описанный Аугустом Бачем в 1789 году, и Шампиньон одноцветный (Agaricus unicolor), описанный Мартином Валем в 1792 году. Шампиньон осенний (Agaricus autumnalis) был описан Чарльзом Хортоном Пеком в 1873 году, а затем в 1962 году был перемещён в род Галерина А. Х. Смитом и Рольфом Зингером в их монографии по этому роду. В той же публикации они также представили две разновидности Г. осенней — robusta и angusticystis. Также в этой монографии был впервые описан другой синонимический вид, Г. орегонская. Галерина ядовитая была впервые выявлена в качестве вида Смитом в 1953 году. Так как название Agaricus marginatus (Шампиньон окаймлённый) является самым старым законно опубликованным названием, оно имеет приоритет в соответствии с правилами ботанической номенклатуры.

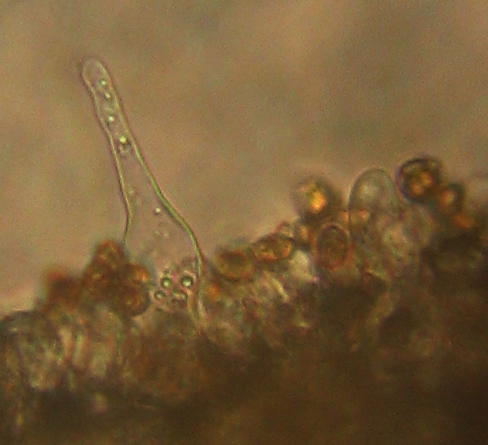
Остроконечные цистиды характерны для видов Галерины в секции Naucoriopsis.

На основе последовательностей рибосомной ДНК и анализа полиморфизма длин рестрикционных фрагментов другой вид Galerina pseudomycenopsis, проанализированный в исследовании Гульдена 2001 года, тоже нельзя было отличить от Г. окаймлённой. Однако, из-за различий в экологии, цвете плодового тела и размере спор в сочетании с недостаточной выборки, авторы решили сохранить G. pseudomycenopsis в качестве отдельного вида. В исследовании 2005 года вновь не удалось разделить два вида с использованием молекулярных методов, но утверждалось, что несовместимости в экспериментах по спариванию показывают, что виды различны.
В четвёртом издании (1986) всеобъемлющей классификации порядка Агариковых Зингер назвал Г. окаймлённую типовым видом секции Naucoriopsis, впервые определённой в 1935 году французским микологом Робертом Кюнером. Секция включает маленькие грибы с коричневыми спорами, со шляпочными краями, первоначально изогнутыми внутрь, с плодовыми телами, напоминающими роды Чешуйчатка или Наукория, и с тонкостенными плевроцистидами, кончики которых тупы или остры и вершины которых не закруглены. В этой секции G. autumnalis и G. oregonensis находятся в линии Autumnalis, в то время как G. unicolor, Г. окаймлённая, G. venenata находятся в линии Marginata. Виды Autumnalis характеризуются наличием вязкой или скользкой шляпочной поверхности, в то время как виды Marginata не имеют желатиновой шляпки. Поверхность последних влажна, блестяща как жир или во влажном состоянии матова. Однако, как объясняет Гульден, эта особенность сильно варьирует: «Вязкость является крайне сложно оцениваемым признаком, поскольку во время своего развития она меняется с возрастом плодового тела и с погодными условиями. Различные степени вязкости часто описываются по-разному и применяются непоследовательно разными людьми, применяющими такие термины, как скользкая, жирная, жирно-блестящая, липкая, вязкая, клейкая или (отчасти) слизистая».

## Описание

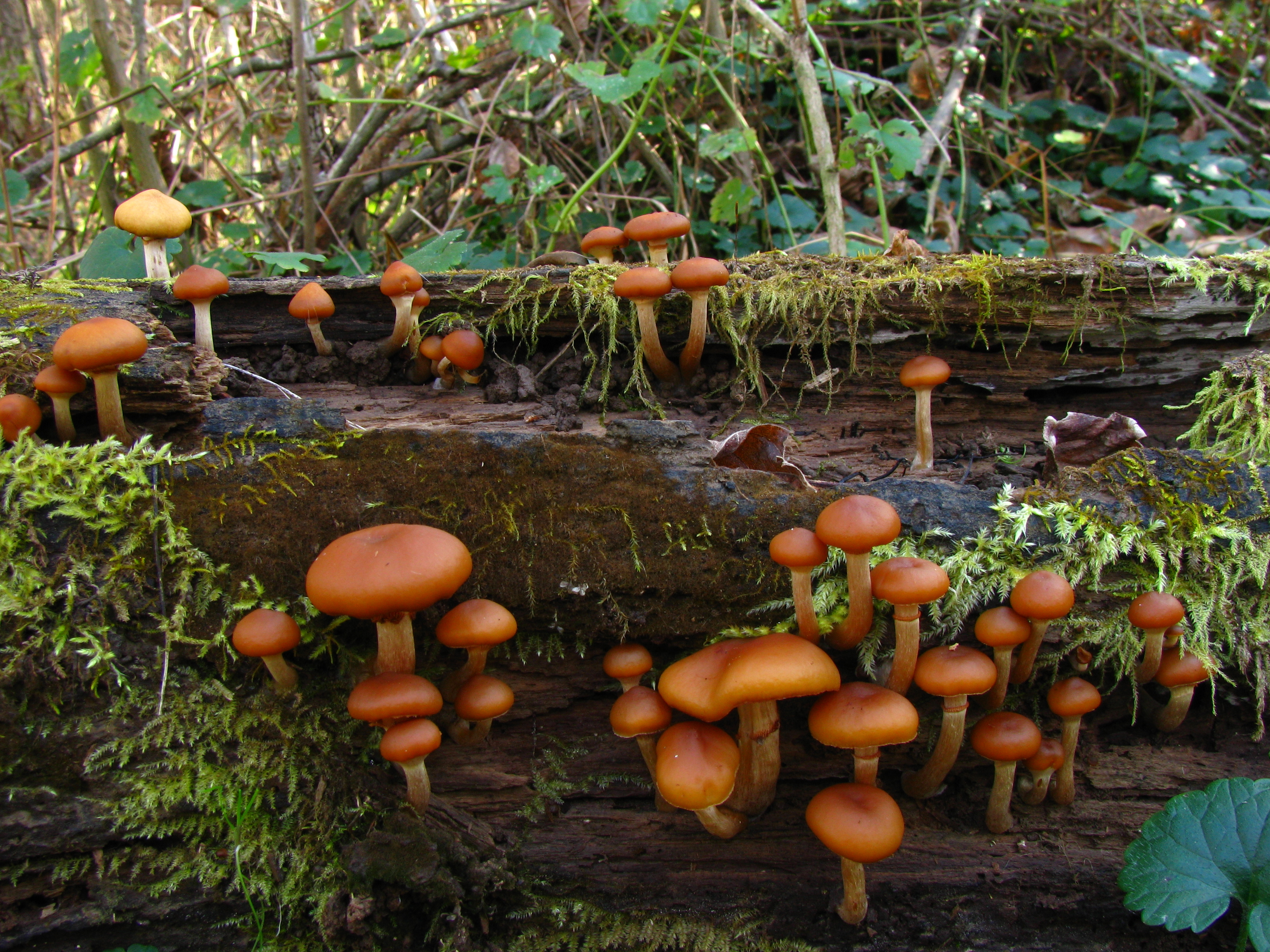
Каймы молодых плодовых тел свернуты внутрь.

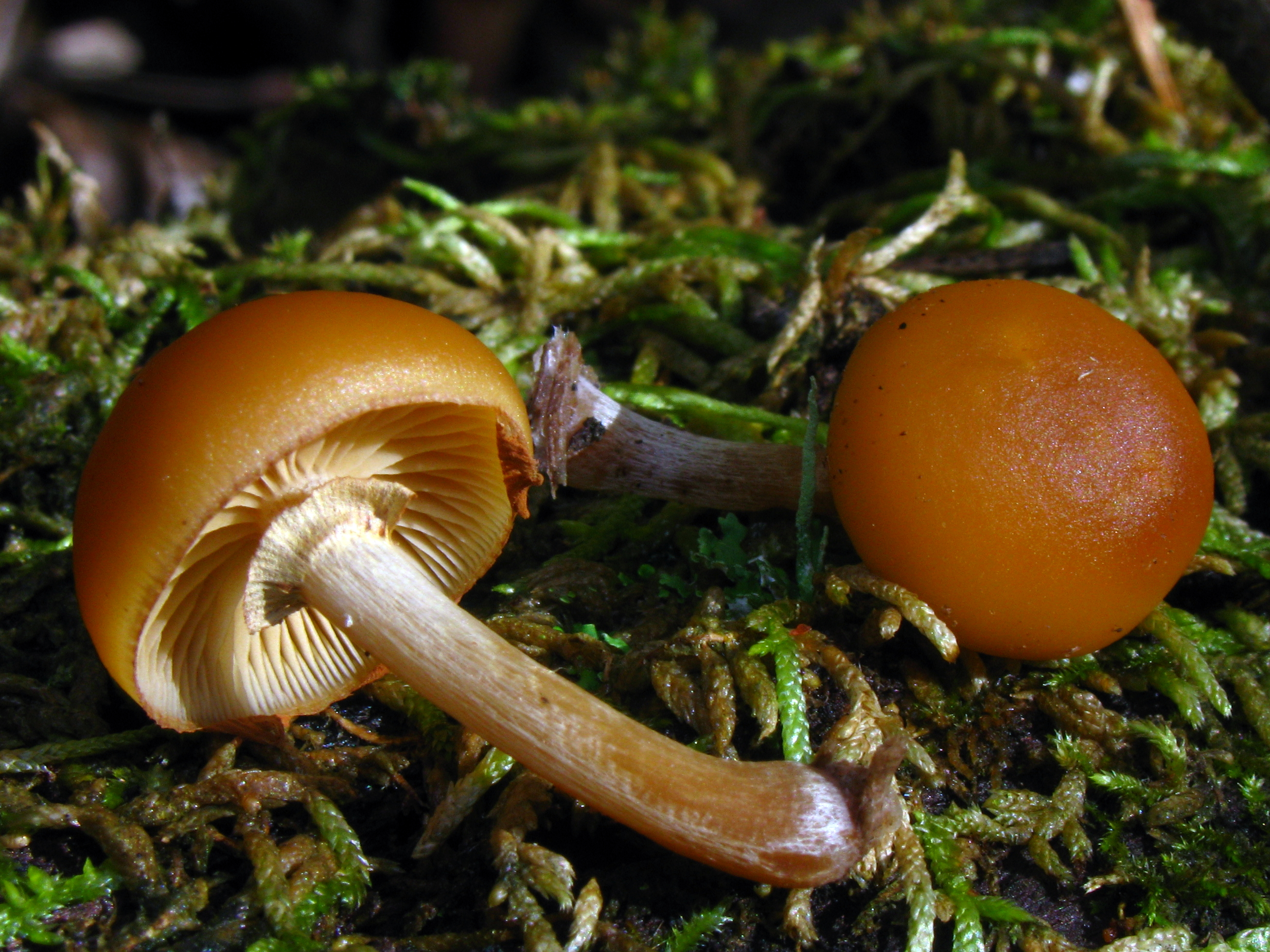
Вид пластинок и ножек

Диаметр шляпки достигает размер от 1,7 до 4 см. Шляпка начинается выпуклой и иногда конической, с каймами, изогнутыми внутрь против пластинок. По мере того, как шляпка растёт и расширяется, она становится более уплощённой, и иногда в середине появляется маленькая выпуклость (umbo), которая может заметно выступать от шляпочной поверхности.
В основаниях пяти таксонов, теперь сгруппированных под видом Г. окаймлённая, текстура поверхности показывает значительную разновидность. Смит и Зингер дают следующие описания текстуры поверхности: «вязкая» (Г. осенняя), «сияющая и от вязкой до скользкой в влажном состоянии» (Г. орегонская), «сияющая, от скользкой до слегка вязкой (частицы грязи прилипают к поверхности) или просто влажная, с жирным видом, хотя и не отчётливо вязкая» (Г. одноцветная), и «влажная, но не вязкая» (Г. окаймлённая). Поверхность шляпки остаётся гладкой и меняет цвет с влажностью (гигрофанная). Шляпка бледно- или тёмно-охренного или рыжего цвета над диском и жёлто-охристого цвета на кайме (по крайней мере, когда гриб молод), но в сухом состоянии выцветает и становится тусклой и желтовато-коричневой или темнее. Во влажном состоянии шляпка становится полупрозрачной, так что очертания пластинок видны как полосатости. Мякоть имеет цвет от бледно-коричневато-охристого до почти белого и является тонкой и гибкой, с запахом и вкусом, напоминающие муку.

## Ареал
Галерина окаймлённая является редуцентом (сапробом), получая питательные вещества через разрушение органического вещества. Имеет большинство основных классов секретируемых ферментов, растворяющих полисахариды клеточных стенок растений, и поэтому была использована в качестве типового редуцента в недавних исследованиях эктомикоризных грибов. Как правило, растёт на хвойных растениях или возле них, хотя иногда также находится на лиственных деревьях. Плодовые тела могут расти уединённо, но в большей мере растут в группах и появляются летом или осенью. Иногда могут расти на подземной древесине и таким образом кажется, что растут на почве.
Галерина окаймлённая широко распространена в северном полушарии: в Северной Америке, Европе, Японии, Иране, континентальной Азии и на Кавказе. В Северной Америке была найдена на севере даже в бореальных лесах Канады и в субарктических и арктических местах в Лабрадоре и на юге до Халиска в Мексике. Также находится в Австралии.

## Токсичность
Галерина окаймлённая содержит аматоксины. Эти токсины принадлежат к семейству бициклических производных октапептидов, состоящих из кольца аминокислоты, соединённого атома серы и характеризующихся различиями в своих боковых группах. Эти соединения ответственны более чем за 90 % смертельных отравлений грибами у человека.